# Lovelorn
«Lovelorn» — дебютний студійний альбом німецько-норвезького метал-гурту Leaves' Eyes. Реліз відбувся 26 травня 2004 року.

## Список пісень
Автор слів Лів Крістін, автор музики Александр Крул, Кріс Лукхауп, Торстен Бауер, Матіас Рьодерер, Мартін Шмідт. 
| #     | Назва                  | Тривалість |
| ----- | ---------------------- | ---------- |
| 1.    | «Norwegian Lovesong»   | 3:43       |
| 2.    | «Tale of the Sea Maid» | 3:48       |
| 3.    | «Ocean's Way»          | 3:32       |
| 4.    | «Lovelorn»             | 4:11       |
| 5.    | «The Dream»            | 4:59       |
| 6.    | «Secret»               | 4:31       |
| 7.    | «For Amelie»           | 3:38       |
| 8.    | «Temptation»           | 3:44       |
| 9.    | «Into Your Light»      | 5:33       |
| 10.   | «Return to Life»       | 4:07       |
| 41:36 |                        |            |

## Персонал
- Лів Крістін — вокал, клавіші
- Александр Крул — гроулінг, клавіші, продюсування, інженерія, міксинг, мастеринг
- Торстен Бауер — гітари, клавіші
- Матіас Рьодерер — гітари, клавіші
- Кріс Лукхауп — бас, клавіші
- Мартін Шмідт — барабани, ударні, програмування, клавіші

### Додаткові учасники
- Кармен Еліз Еспенес — задній вокал у пісні «Into Your Light»
- Timon Birkhofer — піаніно та віолончель у пісні «The Dream» та «For Amelie»